# Újmosnica

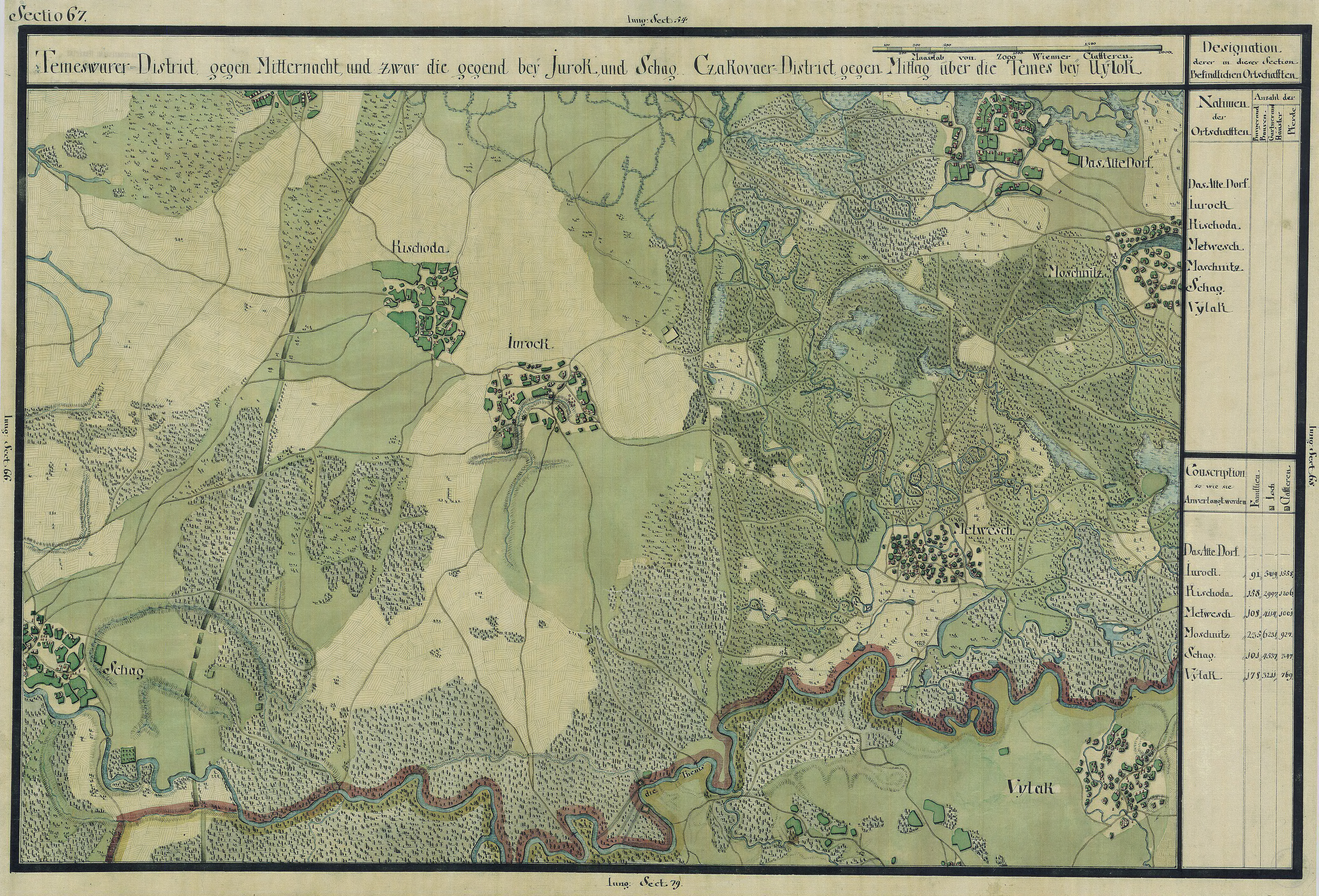
Mosnica egy régi térképen

Újmosnica (románul: Moșnița Nouă) település Romániában, a Bánságban, Temes megyében.

## Fekvése
Temesvártól keletre, Temesvár, Bükkfalva és Magyarmedves közt fekvő település.

## Története
Újmusnica nevét 1333-ban Monis néven említette először oklevél. 1717-ben Moschnitz, 1808-ban Mosnicza, Moschnicza (Verlassen), Moshnica, 1913-ban Mosnica, 1909-1919 között Mosnicza néven írták. A település szerepelt a Josefin-féle térképen is Old Mosnita néven.
Újmosnicát 1902-ben a Mosnica melletti erdő egyik tisztásán alapították Szentesről érkezett Csongrád vármegyei magyar telepesek, a régi Mosnicától pár száz méterre.
1910-ben Mosniczának 1896 lakosa volt, melyből 1018 román, 828 magyar, 40 német volt. Ebből 1001 görögkeleti ortodox, 767 református, 80 római katolikus volt.
A trianoni békeszerződés előtt Temes vármegye Központi járásához tartozott.